# Dzień Ręcznika
Dzień Ręcznika, ang. Towel Day – nieformalne święto obchodzone 25 maja jako hołd składany Douglasowi Adamsowi przez jego fanów.
Pierwsze obchody odbyły się w ostatni piątek maja 2001 w dwa tygodnie po jego śmierci 11 maja. Od tego czasu awansowały do rangi corocznego wydarzenia. Tego dnia fani Douglasa Adamsa noszą ze sobą przez cały czas ręczniki. Ręcznik jest nawiązaniem do popularnego cyklu powieści Adamsa Autostopem przez Galaktykę. Najmodniejszy model ma na sobie napis: Don't panic! (z ang. Nie panikuj!) oraz liczbę 42, czyli dwa znane motywy z twórczości Adamsa.